# South Point, Victoria

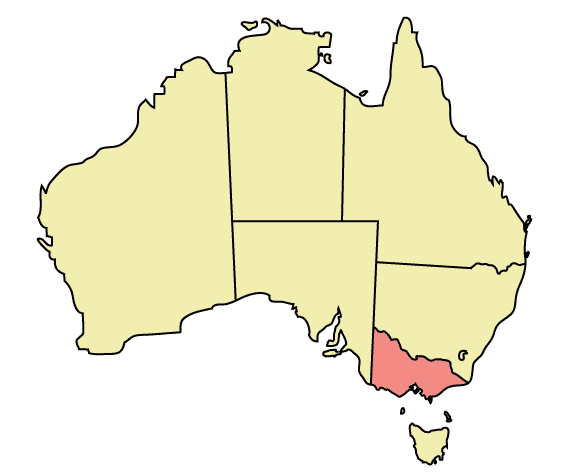
Lägeskarta

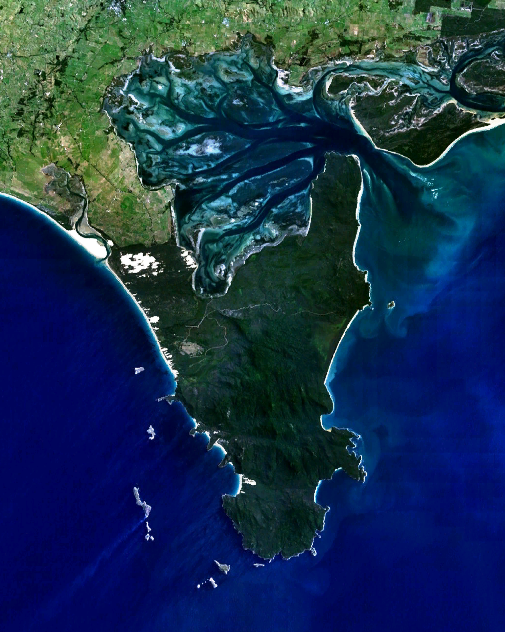
Områdeskarta

South Point (engelska South Point) är en udde i södra Australien och är den sydligaste platsen på den australiska kontinenten  och tillhör samtidigt världens yttersta platser.

## Historia
Området har bebotts av brataualongfolket (ett aboriginfolk) sedan lång tid. I januari år 1798 blev brittiske George Bass den förste europé att upptäcka området under dennes forskningsresa kring Gippslandskusten. 1853 startade Victorias lokalregering en utforskning av området under botanikern och geografen Ferdinand von Mueller och området föreslogs som naturreservat 1884 och marken reserverades för det blivande naturreservatet i juli 1898 och reservatet inrättades formellt i mars 1905.
Området var tidigare rik på sälar men omfattande säljakt under mitten på 1800-talet utrotade i stort hela beståndet. Delar av halvön har i omgångar klassats som biosfärområde och den 16 november 2002 klassades även havet runt udden som biosfärområde av Unesco.

## Geografi
South Point ligger i delstaten Victoria i den södra delen av regionen Gippsland direkt vid Stilla havet. Udden ligger cirka 250 km sydöst om huvudorten Melbourne på Wilsonhalvön vid sundet Bass Strait. South Point ingår i naturreservatet Wilsons Promontory National Park. Förvaltningsmässigt utgör udden en del av kommunen South Gippsland Shire.